# الانتخابات العامة لإمارة شرق الأردن 1942
انتخابات إمارة شرق الأردن العامة عام 1942م

## النظام الانتخابي
أخذ القانون الأساسي لسنة 1928 بنظام (المجلس الواحد) ويتألف من 16 نائبا منتخبا وفقاً لقانون الانتخاب، ومن رئيس الوزراء وأعضاء مجلس الوزراء، وعددهم (6)، وكان أعضاء مجلس الوزراء أعضاء لهم حق التصويت في المجلس التشريعي.

## النتائج
الستة عشر عضو المنتخبون هم:
1. ماجد العدوان.
2. يوسف العكشة.
3. عيسى العوض.
4. سالم الهنداوي.
5. محمود كريشان.
6. رفيفان المجالي.
7. فوزي المفتي.
8. الحاج سعود النابلسي.
9. عبد القادر التل.
10. حسين الطراونة.
11. سلامة الطوال.
12. عضوب الزبن.
13. حمد بن جازي.
14. موسى العواد حجازي.
15. حسين الخواجا.
16. صبري الطباع.

## بالانتخاب
بعد وفاة رفيفان المجالي في الرابع والعشرين من كانون الثاني لعام 1945م، تم انتخاب معارك المجالي كبديل له في الأول من أيلول لذلك العام. أيضًا، بعد وفاة ماجد العدوان في الثاني من حزيران لعام 1946 تم انتخاب نوفان السعود كبديل له في السادس عشر من أيلول لذلك.

## نتائج أخرى
انتُخب المجلس التشريعي الخامس في ظل حكومة السيد توفيق أبو الهدى التي دخل أعضاؤها في المجلس التشريعي الخامس كأعضاء غير منتخبين هم: توفيق أبو الهدى وأحمد علوي السقاف ونقولا غنما وعبد المهدي الشمايلة وسمير الرفاعي وأخيرًا عبد الله كليب الشريدة.
وخلال فترة انعقاد المجلس التشريعي الخامس تشكلت أربعة حكومات جديدة أخرى حيث دخل أعضاؤها كأعضاء غير منتخبين في المجلس التشريعي الخامس وهي:
- الحكومة الأولى 9/5/1943- 14/10/1944:

برئاسة توفيق أبو الهدى وتضمنت شكري شعشاعة وأحمد علوي السقاف وسمير الرفاعي وعبد الرحمن رشيدات وحنا القسوس.
- الحكومة الثانية 15/10/1944- 18/5/1945:

برئاسة سمير الرفاعي وتضمنت سعيد المفتي وهاشم خير ونقولا غنما وفهمي هاشم ومسلم العطار.
- الحكومة الثالثة 19/5/1945- 1/2/1947:

برئاسة إبراهيم هاشم وتضمنت توفيق أبو الهدى وسعيد المفتي ونقولا غنما وفهمي هاشم ومسلم العطار.
- الحكومة الرابعة 4/2/1947-27/12/1947:

برئاسة سمير الرفاعي وتضمنت عمر مطر ومحمد الأمين الشنقيطي وعباس ميرزا وسليمان النابلسي وبشارة غصيب.